# Ozëra Studënye
Ozëra Studënye (englische Transkription von russisch Озёра Студёные Osjora Studjonyje, deutsch ‚Kalte Seen‘) sind eine Reihe von Seen im ostantarktischen Mac-Robertson-Land. Sie liegen in den Medvecky Peaks im östlichen Teil der Aramis Range in den Prince Charles Mountains.
Russische Wissenschaftler benannten sie.